# Planalto de Nída

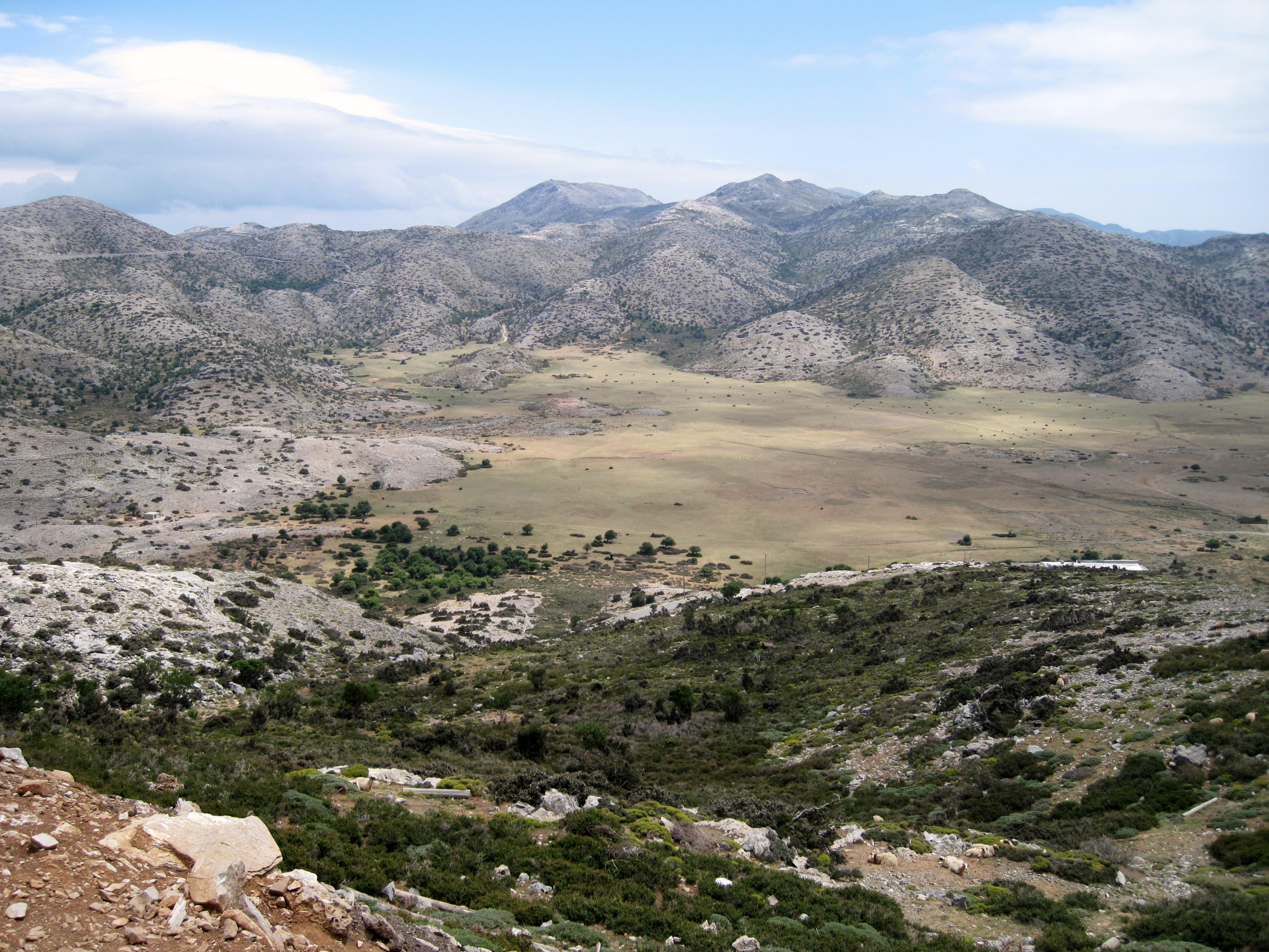
Imagem panorâmica do Planalto de Nída

O planalto de Nída (em grego: Νίδα) é um planalto cretense do entorno do Monte Ida. Está a uma altitude de cerca de 1 400 m. É extensivamente utilizado durante o verão para o pastoreio de rebanhos, enquanto que no inverno torna-se um centro de esqui.